# Thricops villosus
Thricops villosus är en tvåvingeart som först beskrevs av Friedrich Georg Hendel 1903.  Thricops villosus ingår i släktet Thricops och familjen husflugor. Inga underarter finns listade i Catalogue of Life.